# Bo Brander
Bo Arne Brander, född 10 november 1951 i Svenneby församling i Göteborgs och Bohus län, är en svensk präst och teolog. Han har varit skolpräst vid S:t Sigfrids folkhögskola i Växjö och 1994-2009 föreståndare och studentpräst vid Laurentiistiftelsen, ett studenthem med tillhörande kyrka i Lund. Han var från våren 2009 till sin pensionering hösten 2018 studentpräst och föreståndare för Sankt Ansgars kyrka i Uppsala.
Brander, som är teologie doktor i systematisk teologi, har även verkat som teologisk forskare, med den kristna skapelseteologin och de kristnas miljöansvar som specialitet. För sin avhandling tilldelades han Wallquistpriset 2005. Han har varit lärare vid teologiska fakulteten vid Lunds universitet. Vid 1980-talets slut var han förordnad som expert inom Kyrkomötets bekännelsekommitté.  Tillsammans med journalisten Göran Skytte gav han 2006 ut boken Ett år med Jesus. Han var 2009-2011 regelbunden kolumnist på ledarsidan i Kyrkans tidning. 
I sin prästgärning ansluter sig Brander till den äldre kyrkotraditionen och har konservativ ämbetssyn. Han har varit aktuell för biskopsval två gånger, dels i Göteborgs stift 2003, dels i Växjö stift 2006, men förklarats som obehörig på grund av sin ämbetssyn.
År 2001 valdes Brander till confessor för Societas Sanctæ Birgittæ. Han är ordförande i Förbundet för Kristen Enhet.
Bo Brander är sedan 1973 gift med Ingrid Maria Brander, ogift Eriksson (född 1946).

### Andra publikationer
- 1997: Den meningsfullas framtiden i Växjö stifts hembygdskalender 1997 (tillsammans med Stefan Edman ). 87:e årgången. ISSN 1101-7635
- 1997: Med anspråk på sanningen i Gud är inte tyst (red. Jonas Lockman-Lundgren)
- 2005: Kropp och funktion. Om Kyrkans identitet i Svensk Teologisk Kvartalskrift nr 82 ISSN 0039-6761
- 2006: Ett år med Jesus - predikningar och samtal (tillsammans med Göran Skytte) ISBN 91-7580-306-2 och ISBN 91-7580-327-5
- 2007: En kyrka som vill leva med blicken fäst på Jesus i Gotländskt och kyrkligt. Festskrift till Ove Lundin (tillsammans med Eva Hamberg) ISBN 978-91-7580-359-3
- 2009: Kristi kropp - den unika relationen i Svensk pastoraltidskrift ISSN 0039-6699